# Toyota TF109
A Toyota TF109 egy Formula–1-es versenyautó, amelyet a Toyota F1 tervezett és versenyeztetett a 2009-es Formula–1 világbajnokság során. Az autót 2009. január 15-én mutatták be Algarve város pályáján. Versenyzői Jarno Trulli és Timo Glock voltak, majd az utolsó két versenyen a csapat tesztpilótája, Kobajasi Kamui is verseny lehetőséghez jutott.
Ez volt a csapat történetének utolsó autója, miután a 2009-es idény végén váratlanul bejelentették, hogy kivonulnak a sportágból. A következő évi modell, a TF110-es előrehaladott készültségi állapotban volt, azonban sosem versenyzett. Az autó teljesítménye erősen hullámzó volt, ugyanis a szezont négy futamból három dobogós helyezéssel kezdték, köszönhetően újításuknak, a dupla diffúzornak. Ezt követően azonban visszazuhantak a mezőny hátsó traktusaiba, és csak alkalmi pontszerzőkké váltak, míg az utolsó versenyeken ismét szép eredményeket értek el.
2015-ig ez volt az utolsó Formula–1-es autó, amely Esso üzemanyagot használt, 2017-ig pedig az utolsó olyan nem brit csapat, amely ezt az üzemanyagot használta.

## A szezon
Az első két versenyt követően több csapat is óvással élt, mert a Williams FW31, a Brawn BGP 001 és a Toyota TF109 versenyautók szerintük szabálytalan diffúzort építettek. Ez az úgynevezett dupla diffúzor sokkal jobb tapadást, ezáltal jobb kanyarsebességet biztosított a csapatoknak. Az FIA végül legálisnak nyilvánította a technológiát, és bár három csapat megfellebbezte ezt a döntést, az végül hatályban maradt.
Ám ez nem az első vizsgálódás volt a csapattal szemben, mert már az ausztrál nagydíjat megelőzően felmerült, hogy a hátsó szárny hajlékonyabb a megengedettnél. Éppen ezért mindkét autót kizárták az időmérőről és a boxutcából kellett rajtolniuk, már megfelelő szárnyakkal. Végül is Trulli a harmadik, Glock pedig az ötödik helyen szelte át a célvonalat. Trulli azonban kapott egy 25 másodperces időbüntetést azért, mert megelőzte Lewis Hamiltont a safety car mögött, és így csak tizenkettedikként rangsorolták. Alaposabb vizsgálat után aztán kiderült, hogy Hamilton (a csapat félretájékoztatása miatt) szándékosan engedte maga elé Trullit, ami miatt ő visszakapta a harmadik helyét, Hamiltont pedig utólag diszkvalifikálták. Glock így végül negyedik lett.
Trulli nagyon jól kezdte az évet, Bahreinben pole pozíciót szerzett és harmadik lett a futamon is. Spanyolországtól Szingapúrig aztán nagyon vegyes eredményei voltak, Japánban térhetett csak vissza a dobogóra. Glock hasonlóképpen kezdte az idényt, és a folytatás is változékony volt neki is. Japánban az időmérő edzésen hatalmas balesetet szenvedett, ami miatt megsérült a lába, és az utolsó két versenyen már nem tudott indulni. Helyére az éppen a GP2-ben versenyző Kobajasi ugrott be, aki remekül helytállt, és az évzáró futamon még pontokat is tudott szerezni.

## Képgaléria

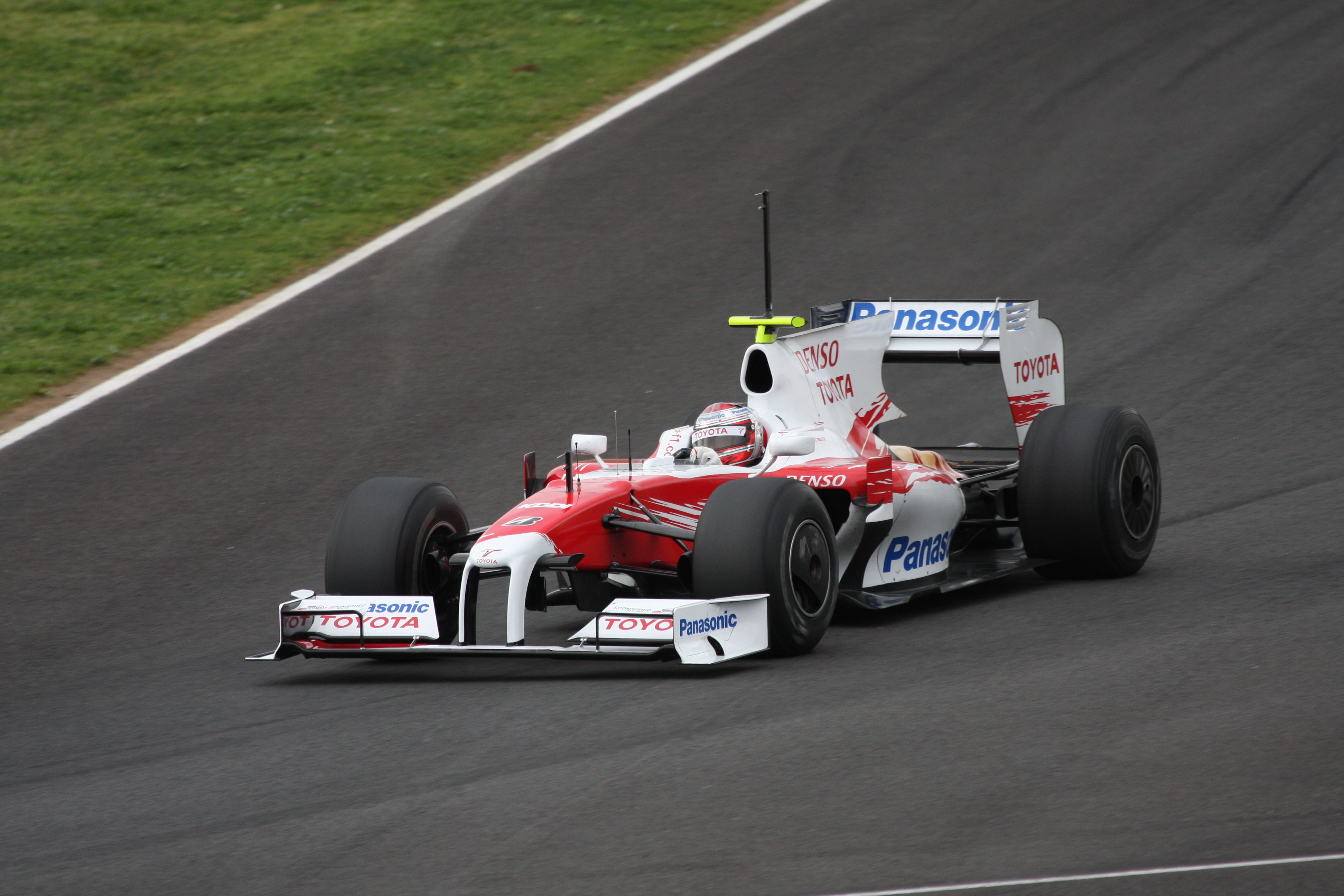
Jarno Trulli tesztel Jerezben, 2009 márciusában
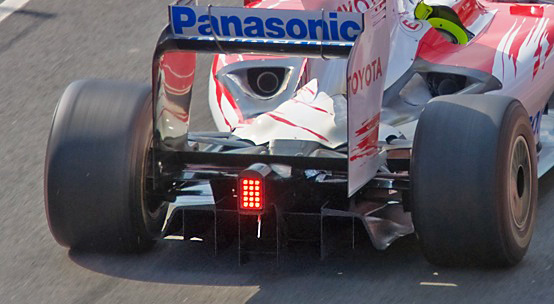
A diffúzor a Toyota TF109 típuson
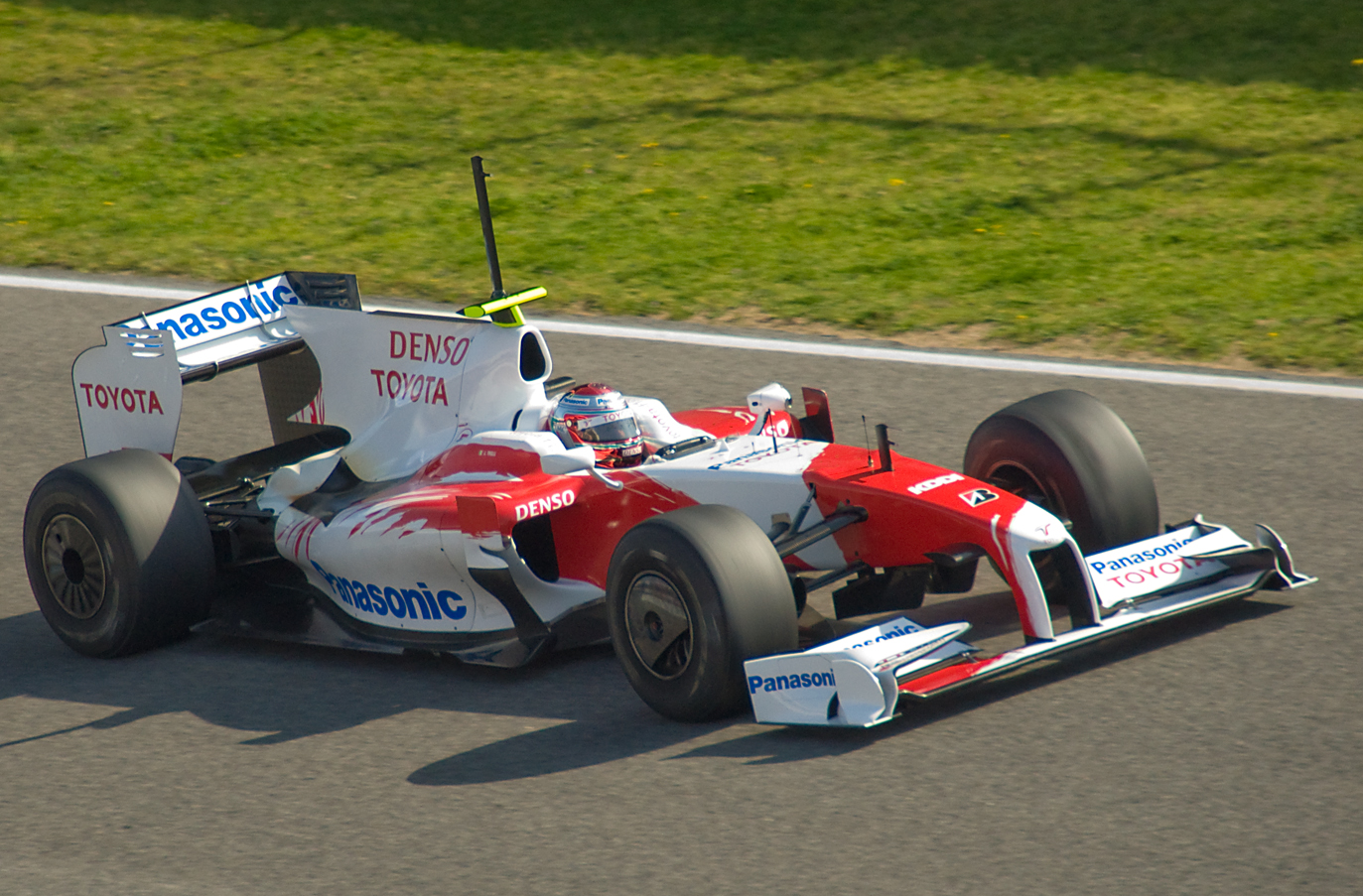
Trulli a barcelonai teszten

## Teljes Formula–1-es eredmény
(Táblázat értelmezése)

(Félkövér: pole-pozícióból indult; dőlt: leggyorsabb kört futott) 

| Év   | Konstruktőr             | Motor            | Gumi | Versenyzők | 1   | 2    | 3   | 4   | 5   | 6   | 7   | 8   | 9   | 10  | 11  | 12  | 13  | 14  | 15  | 16  | 17  | Pont | Helyezés |
| ---- | ----------------------- | ---------------- | ---- | ---------- | --- | ---- | --- | --- | --- | --- | --- | --- | --- | --- | --- | --- | --- | --- | --- | --- | --- | ---- | -------- |
| 2009 | Panasonic Toyota Racing | Toyota RVX-09 V8 | B    |            | AUS | MAL† | CHN | BHR | ESP | MON | TUR | GBR | GER | HUN | EUR | BEL | ITA | SIN | JPN | BRA | ABU | 59.5 | 5.       |
| 2009 | Panasonic Toyota Racing | Toyota RVX-09 V8 | B    | Trulli     | 3   | 4    | Ki  | 3   | Ki  | 13  | 4   | 7   | 17  | 8   | 13  | Ki  | 14  | 12  | 2   | Ki  | 7   | 59.5 | 5.       |
| 2009 | Panasonic Toyota Racing | Toyota RVX-09 V8 | B    | Glock      | 4   | 3    | 7   | 7   | 10  | 10  | 8   | 9   | 9   | 6   | 14  | 10  | 11  | 2   | NI  |     |     | 59.5 | 5.       |
| 2009 | Panasonic Toyota Racing | Toyota RVX-09 V8 | B    | Kobajasi   |     |      |     |     |     |     |     |     |     |     |     |     |     |     |     | 9   | 6   | 59.5 | 5.       |

† - a maláj nagydíjon fél pontokat osztottak, mert a mezőny nem teljesítette a versenytáv 75 százalékát.

## Forráshivatkozások
1. ↑  Archivált másolat. [2009. március 30-i dátummal az eredetiből archiválva]. (Hozzáférés: 2023. november 8.)
2. ↑  „Date set for F1 diffuser appeal”, 2009. március 28. (Hozzáférés: 2023. november 8.) (brit angol nyelvű)
3. ↑  „Court rules Button's car is legal”, 2009. április 15. (Hozzáférés: 2023. november 8.) (brit angol nyelvű)